# 河朔荛花
河朔荛花（学名：Wikstroemia chamaedaphne），为瑞香科荛花属下的一个植物种。